# Ryton (Shropshire)
Pour les articles homonymes, voir Ryton.
Ryton est une paroisse civile et un village du Shropshire, en Angleterre.